# اشخاص و محجورین
حقوق مدنی اشخاص و محجورین معروف به مدنی ۱ نام کتابی به قلم سید حسین صفایی و سید مرتضی قاسم‌زاده است. این کتاب جزو دروس دانشگاهی و از منابع کارشناسی ارشد و دکتری رشته حقوق می‌باشد. هسته اصلی بخش اول کتاب جزوه‌ای بود که قبل از پیروزی انقلاب ۱۳۵۷ ایران نگاشته شده بود، این جزوه پس از تجدیدنظر در سال ۱۳۵۸ چاپ و از آنجا که مطالبی تازه، با شیوه‌ای نوین در آن آمده بود، مورد عنایت دانشجویان و استادان حقوق واقع گردید و بارها در دانشکده‌های حقوق تکثیر شد. بعدها این کتاب توسط سازمان مطالعه و تدوین کتب علوم انسانی دانشگاه‌ها (سمت) منتشر شد.

## ساختار
این کتاب در یک مقدمه و دو بخش کلی، نگارش شده است، ساختار این کتاب به صورت اجمالی عبارت است از:
- بخش اول: اشخاص
  - فصل یکم: شخص طبیعی
  - فصل دوم: شخص حقوقی
- بخش دوم: محجورین
  - فصل یکم: مفهوم حجر
  - فصل دوم: انواع محجورین و حدود حجر آنان
  - فصل سوم: قیمومیت

## تجدید چاپ
این کتاب در آبان سال ۱۳۹۸ توسط سازمان مطالعه و تدوین کتب علوم انسانی دانشگاه‌ها (انتشارات سمت) برای بیست و ششمین مرتبه تجدید چاپ شد.